# Melania Lynch
Melania Lynch Campos (Santiago, 1976) es una artista visual y gestora cultural chilena.

## Biografía
Melania Lynch Campos, nació en Santiago en 1976. Inició sus estudios en el Instituto de Arte Contemporáneo el año 1995, realizando posteriormente (1997-2001) la Licenciatura en Artes Visuales en la Universidad ARCIS. Expone su obra desde 1998, tanto en Chile como internacionalmente. Realiza desde el año 2000 trabajos junto al colectivo artístico Caja Negra Artes Visuales, grupo independiente de investigación y producción artística. Con Caja Negra viajó el año 2010 a Polonia para realizar una muestra colectiva, año en el cual se radica a vivir en la península de Beara al sur de la República de Irlanda entre los años 2010 y 2016. Regresó a Chile a mediados del año 2016 y llevó a cabo las muestras “El Oyente Mundus” Galería PANAM (2017) y “Estado de Muda”, en el Centro de Promoción de Salud y cultura, Quillota (2018).  Dentro de su formación destaca trabajar en el estudio del ceramista irlandés Cormac Boydell, donde adquirió experiencia durante su estadía en Irlanda.  Actualmente vive y tiene su estudio en Isla Negra, V Región, Chile.

## Obra
La última exposición colectiva donde participó se tituló “Instituto Nacional del Futuro Incierto” (Moscú, 2018), gestionada por Paula Cortés y curada por Daniela Berger, espacio que planteó a las artistas (Catalina Bauer, Pilar Quinteros, Melania Lynch, Loreto Carmona y Francisca Montes) a realizar un site specific, como un ejercicio que cruzaba investigación, desplazamiento y que complementa la realización previa de un estudio de obra. Bajo esta premisa, la muestra representaba como una breve expedición, una avanzada femenina de reflexión cuyo pie forzado se da a partir del ejercicio de traslado, adaptación y creación en un lugar totalmente desconocido y lejano, que otorgó un nuevo contexto material y simbólico, como lo señala el texto curatorial “Una expedición en cinco partes”, realizado por la curadora Daniela Berger. Melania Lynch realiza la instalación “House of Commons”, expandiendo una vez más su sostenido trabajo de introspección en relación con la figura arquetípica de Vasalisa, personaje de un cuento popular de Rusia, representada en su proceso de búsqueda y vuelta a casa desde el conocimiento de la intuición. Además la artista exhibió  piezas de cerámica que resaltan su relación con las formas de la naturaleza. Bajo dichas morfologías, la curadora Daniela Berger señala: “Una declaración subyacente a la obra de Melania Lynch es que no hay división entre el ser humano y el entorno que lo rodea, como en sus imágenes en donde la mujer se convierte en árbol, o es rodeada por una piel animal, una cita a la -para ella- fundamental obra de Leonora Carrington”.
Durante su estadía en Irlanda (2010-2016), destaca la instalación “Under Influences”, en el contexto del Skibbereen Art Festival, West Cork, 2015, donde fue elegida como la artista principal del festival. Su participación con la instalación “Under Influences” se realizó como un homenaje a las influencias que permitieron su desarrollo como artista, destacando el cruce de diversas técnicas como dibujos, objetos, cerámica, pintura y bordado, en un mural lleno de referencias a artistas como Dorothy Cross, Leonora Carrington, David Lynch, Nick Cave entre otros.
Sus obras marcan una senda entre la relación del paisaje y sus formas, expresiones desplegadas en la exposición “El Oyente Mundus” del año 2017, en la galería PANAM. Esta fue la primera exposición realizada en su retorno a Chile tras siete años de residir en Europa. La curadora de la muestra Daniela Berger indica que su obra se sitúa entre “dos ejes: la contingencia inmediata que la rodea, y un entorno onírico paralelo, donde conviven seres irreales que se desarrollan profusamente como figuras arquetípicas de individuos que se tornan uno solo con la naturaleza”. Su obra es así una síntesis entre el ser humano y el entorno a modo de “traspaso místico, que ha sido observado como un trance necesario-que llega incluso a implicar capas de sanación- de acuerdo a observaciones plasmadas en visiones disímiles que van desde la obra de Deleuze hasta la de los pueblos indígenas de Mesoamérica”.

## Exposiciones
2018    “Instituto Nacional del Futuro Incierto”, Instituto Cervantes de Moscú”, Moscú.
           “Estado de Muda”,  Centro de Promoción de Salud y Cultura, Quillota.
2017    “El Oyente Mundus” Galería Panam. Santiago, Chile “Beara Arts Festival” Beara, Community School, Ireland.
2015   “Return” Sarah Walker Gallery, Castletownbere, Ireland.
           “Art in Windows” Eyeries Festival” Beara, Ireland.
           “Under influenses “ Skibbereen Art Festival. Skibbereen. Ireland.
           “Real or Not” Bolt Arthouse. Cork City , Ireland.
           “Becoming” What is behind this second. Quay Co-op. Cork City. Ireland.
2014 “Qualitas Occulta”, Installation. Ballidehob Art Festival. Ireland.
           “Sounf Cloud”. Sound performance and video art. Sarah Walker Gallery, Castletownbere. Ireland.
           “Ceramics Pop-up”. Melania’s studio, Knockroe East. Allihies, Ireland.
2013    “Speak in Silence”. Sarah Walker Gallery, Castletownbere, Ireland.
           “Caja Negra Artes Visuales” (video interview) Mavi. Museum of visual arts.  Santiago, Chile.
2012   “Museum of miniature”. Skibereen Art Festival. Ireland. -“Art of Ireland”. Mile cove Gallery. Castletownbere, Ireland.
2011   “Walk with Death”. Sometimes Gallery. Allihies, Ireland.
           “Found”. Cooper Mine Museum, Allihies, Ireland.
           “Art of Ireland”. Mile cove Gallery. Castletownbere, Ireland.
           “Sky-Like and the Monkey Minds”, Sarah Walker Gallery, Castletownbere, Ireland.
2010   “Lodz Contemporary Art Bienal”, Poland.
           “Estado de Ivonne”. CPSC. Quillota. Chile.
           “Vacuna: el virus expandido”. Galeria U. Católica de Temuco. Chile. -“Vacuna: el virus debilitado”. Galeria Wschodnia, Lodz. Polonia. -“Bienal de Video Valparaiso”. Chile.
2009   “AcademiAbierta”. XXVIII Bienal de Sao Paulo, MAC Stgo. Chile. -“Selección II Bienal de performance”, MAC. Sgto. Chile.
           “Arte BA”. Staff Galería 713. Buenos Aires, Argentina.
2008    “Feria Sala Tudor”. Cerro San Cristóbal. Santiago, Chile.
           “II Bienal de Performance”, Área Visuales. Biblioteca de Santiago.
           “En Caja Dura”, 25 Años Caja Negra Artes Visuales. MNBA -sala Norte y sala Sur-. “Punk Remake”, C.C. Av. Brasil. Sgto. Chile.
           “Colaboracion en BravoesArte.cl” Quito, Ecuador.
2007   “Arte BA”, Staff CNAV. Buenos Aires. Argentina. -“Estado de Esther”. Centro      cultura y salud. Quillota Chile. -“Estética Integral”, C.C España, Santiago, Chile.
           “ArT Es”. Galería 713. Buenos Aires, Argentina.
2006   “Lynch From CHL”. University of Vanderbilt. Nashville. USA.
           “Proyecto Cubo”. CNAV, Atacama, Valparaíso, Santiago, Buenos Aires. -“Desde Abajo”. Sala Klandestinov, Valdivia. Chile.
2005   “Estética del Paroxismo”. CNAV. MAC. Valdivia. Chile. -“Speak Sistem”. CNAV. C.C Borges. Buenos Aires. -“Gobernando de lejos”, Centro cultura y salud. Quillota     Chile.

## Proyectos de Gestión Cultural
2015 In the Garden of Last Things.
           Exposición de Benedicte Coleman curada por Melania Lynch Sarah Walker Gallery, Irlanda.
2014 Crow Head. Exposición de Mary Callaghan curada por Melania Lynch Sarah      Walker Gallery, Irlanda.
2011 Sky-like and the monkey minds.
           Exposición colectiva curada por Melania Lynch Sarah Walker Gallery, Irlanda
2010 Vacuna: el virus debilitado.
           Exposición de Caja Negra Artes Visuales coproducida por Melania Lynch Galeria Wschodnia, Lodz. Polonia.
           Vacuna: el virus expandido.
           Exposición de Caja Negra Artes Visuales coproducida y coordinada por Melania Lynch junto a Victor Hugo Bravo.
           Galería U. Católica de Temuco. Chile.
2009 AcademiAbierta. Contexto selección XXVIII Bienal de Sao Paulo, MAC Stgo. Chile. Curatoria independiente y producción de Melania Lynch
           MAC Stgo. Chile.
2008 II Bienal de Performance, Área Visuales. Coproducción junto a Victor Hugo Bravo, Biblioteca de Santiago.
2006 Proyecto Cubo. Caja Negra Artes Visuales
           Gestora, productora y coordinadora de varias fases del proyecto Atacama, Valparaíso, Santiago, Buenos Aires.